# ¡Qué rico el mambo!
 ¡Qué rico el mambo! es una película en blanco y negro de Argentina dirigida por Mario C. Lugones sobre el guion de Miguel de Calasanz y Tito Climent que se estrenó el 21 de febrero de 1952 y que tuvo como protagonistas a Amelita Vargas, Leo Marini, Tito Climent, Gogó Andreu y Homero Cárpena.La película contó además con la colaboración de Ángel Eleta en la coreografía.

## Sinopsis
Una rumbera se enamora de un odontólogo que quiere cantar boleros pese a la oposición de su padre.

## Reparto
- Amelita Vargas ... Amelita Moreno
- Leo Marini ... Leo Martini
- Tito Climent ... Tito
- Gogó Andreu ... Gogó
- Homero Cárpena ... Sergio
- Mario Baroffio .... Don Alejandro Martini
- Alejandro Anderson
- María del Río ...Condesa de Fontaine Vichy / Agente F-30
- Antonio Martiánez ... Maitre
- Arsenio Perdiguero
- Ermete Meliante
- Luis Laneri
- Mario Amaya ... Agente X-22
- José Del Vecchio
- Roberto Germán
- Rafael Diserio
- Ricardo Ortiz
- Julio Heredia
- Pedro Garza
- Samuel Viltes
- Los Caballeros del Trópico
- Francisco Torales
- Dante Licuori
- Antonio Alemany
- Olga Gatti

## Comentarios
Crítica al comentar la película dijo:

”la realización es pobre.”

King opinó:

”Simpatía, música y buen humor…Dentro e su trivialidad…hace reír. Amelita Vargas aporta su simpatía y el dinamismo de su personalidad.”